# Trasmapi

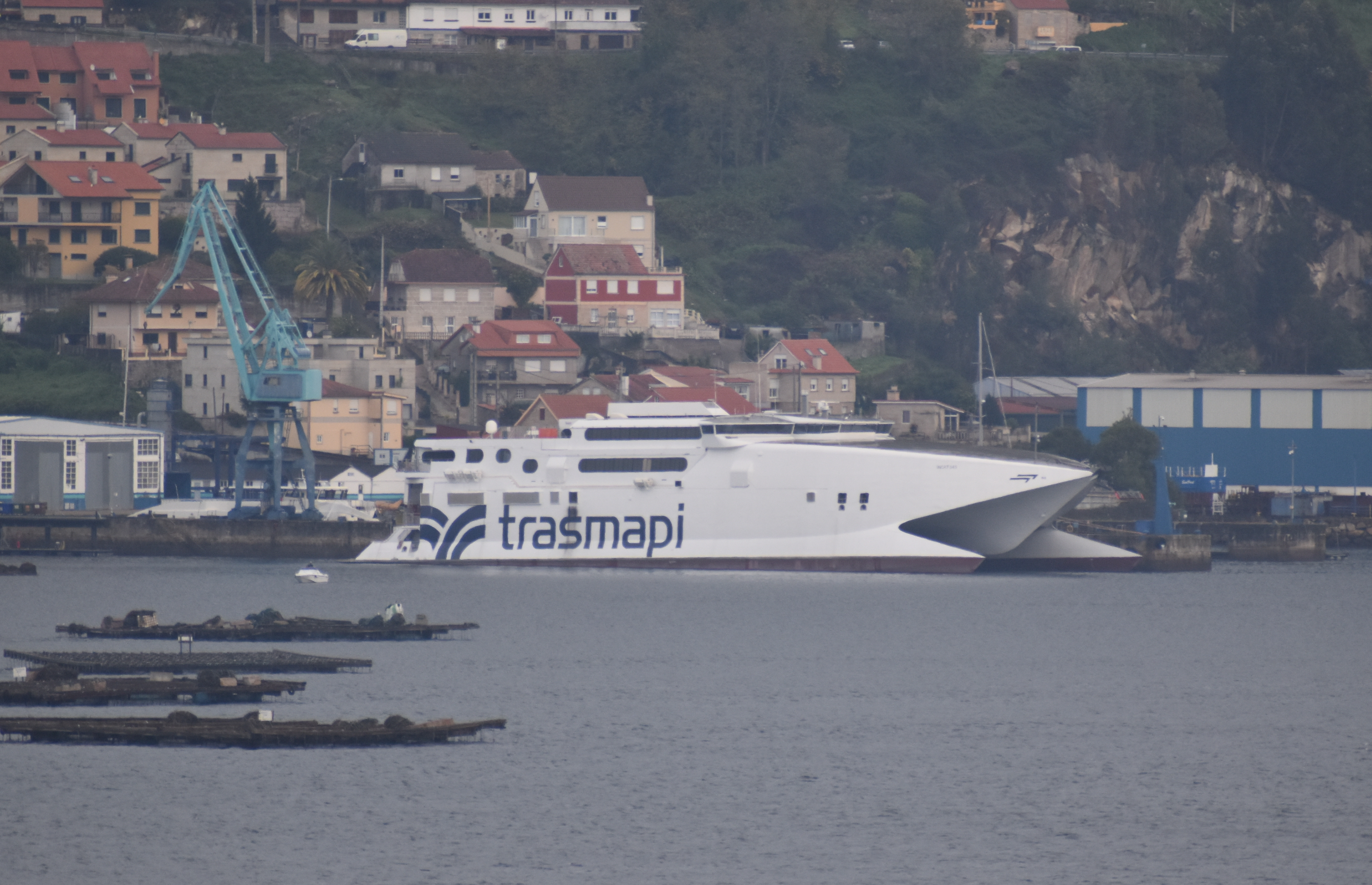
Construcción de un buque de Trasmapi en el astillero de Rodman Polyships en Meira (Moaña).

Trasmapi o Servicios y Concesiones Marítimas Ibicencas, S.A.. (Sercomisa) es una empresa de transporte marítimo de pasajeros y carga entre el Puerto de Ibiza y el Puerto de La Sabina en Formentera.

## Historia
Trasmapi empezó a operar entre el Puerto de Ibiza y el Puerto de la Savina con el Burlón construido en Cádiz, un barco de madera de 29 m de eslora, 7,7 m de manga y 3,7 de calado, estaba equipado con dos motores de 600 CV que le daban una velocidad de 14 nudos y podía transportar 250 pasajeros, 6 coches y disponía de una bodega para mercancías.
En 1979 se incorporaron tres nuevas embarcaciones: Esmeralda Verde, Delfín Verde y Delfín Blanco,
En finales de la década de los 80's y principios de los 90's se incorporaron nuevas embarcaciones como el Tagomago Jet, el Cala Castell , el Tiburón y el Formentera Jet.
El día 27 de diciembre de 1992 el hydrofoil Tiburón embarrancó en las rocas del Puerto de la Savina, sin reportar víctimas.
A partir del año 2000 la flota antigua se fue renovando con nuevos barcos de última generación como el nuevo Formentera Jet que nada tiene que ver con el antiguo y su gemelo el Eivissa Jet.
Durante los siguientes años se incorporaron tres nuevos buques: el Espalmador Jet y el Cala Saona en el 2008 y el Ibiza Jet en el 2010.
En 2014 la empresa adquirió el Turgus Reis I renombrado como Castaví Jet un barco de 60 metros de eslora que puede llevar 450 pasajeros y 94 coches a una velocidad de 23/34 nudos gracias a 4 motores de 5520 CV
En 2016 se incorporó el fast ferry Espalmador Jet sustituyendo al viejo .
En 2017 se incorporó un nuevo fast ferry gemelo al Espalmador Jet llamado Illetas Jet.
Todos los barcos de la compañía tienen el nombre de un lugar de las pitiusas más el sufijo Jet.
En 2022 la empresa lanzó su filial Menorca Lines, que opera la ruta entre los puertos de Alcúdia (Mallorca) y Ciutadella (Menorca).
El servicio lo presta el fast-ferry FAIRWEATHER, con capacidad para 400 pasajeros, 65 vehículos, y carga rodada.

## Flota actual
- Formentera Jet
- Migjorn Jet
- Castaví Jet
- Espalmador Jet
- Illetas Jet [8]